# Elephantomyia (Elephantomyia) adirondacensis
Elephantomyia (Elephantomyia) adirondacensis is een tweevleugelige uit de familie steltmuggen (Limoniidae). De soort komt voor in het Nearctisch gebied.